# Lapeirousia masukuensis
Lapeirousia masukuensis là một loài thực vật có hoa trong họ Diên vĩ. Loài này được Vaupel & Schltr. miêu tả khoa học đầu tiên năm 1912.